# Yuma Kagiyama
Yuma Kagiyama (født 5. maj 2003) er en japansk kunstskøjteløber. Han vandt sølv i den individuelle konkurrence ved vinter-OL 2022 og bronze i holdkonkurrencen. Han vandt også sølv under VM i 2021.